# Jonathan Livingston le goéland (film)
Pour l'œuvre littéraire, voir Jonathan Livingston le goéland.
Pour plus de détails, voir Fiche technique et Distribution.
Jonathan Livingston le goéland (titre original en anglais : Jonathan Livingston Seagull) est un film américain, sorti en 1973. 
Il est l'adaptation du livre éponyme à succès de Richard Bach.

## Synopsis
Jonathan est un goéland différent des autres. Il prend plaisir à voler pour voler, et non pas seulement à voler dans l’unique but de chercher sa nourriture, but auquel tout goéland soumet d’ordinaire son existence. Ce plaisir intrinsèque le conduit à la recherche permanente de l’amélioration. Il emploie toute son énergie et ses capacités à augmenter ses performances, jusqu’à risquer sa vie. Les progrès extraordinaires qu’il accomplit le réjouissent pour lui, mais aussi pour ses semblables auxquels il a hâte de les transmettre. En effet, ses techniques de haut vol autorisent aux goélands une liberté jusqu’alors insoupçonnable, qui pourrait donner du sens à leurs vies, puisque y plaçant de « l’habileté et de l’intelligence ». Las, les anciens, qui considèrent son insoumission comme une menace, le bannissent.
A la fin de sa vie solitaire, deux goélands se présentant comme ses frères viennent à sa rencontre, et l’invitent à les suivre...

## Fiche technique
- Titre : Jonathan Livingston le goéland
- Titre original : Jonathan Livingston Seagull
- Réalisation : Hall Bartlett
- Scénario : Hall Bartlett d'après Jonathan Livingston le goéland de Richard Bach
- Photographie : Jack Couffer
- Musique et chansons : Neil Diamond
- Pays d'origine : États-Unis
- Format : Couleurs : Deluxe - 2,35:1 - Mono - 104 minutes
- Genre : drame
- Date de sortie : 1973

## Distribution (voix originales)
- James Franciscus : Jonathan Livingston (VF: Yves-Marie Maurin)
- Juliet Mills : Maureen, l'intérêt de Jonathan (VF : Sylviane Margollé)
- Hal Holbrook : l'ancien qui bannit Jonathan (VF : Jean Martinelli)
- Dorothy McGuire : la Mère de Jonathan (VF : Jeanine Raison)
- Richard Crenna : le Père de Jonathan (VF : Roland Ménard)
- Philip Ahn : Chiang, le mentor de Jonathan (VF : Marc Cassot)
- David Ladd (en) : Fletcher Lynd (VF : François Leccia)
- Kelly Harmon : Kimmy (VF : Béatrice Bruno)

## Distinctions

### Récompenses
- Golden Globes 1974 :
  - Meilleure musique de film pour Neil Diamond
- Grammy Awards 1974 :
  - Meilleure album écrit pour une bande originale de film pour Neil Diamond, Jonathan Livingston Seagull (album)

### Nominations
- American Cinema Editors 1974 :
  - Meilleur montage d'un film pour Frank P. Keller et James Galloway
- Golden Globes 1974 :
  - Meilleure chanson originale pour "Lonely Looking Sky" de Neil Diamond
- Oscars 1974 :
  - Meilleure photographie pour Jack Couffer
  - Meilleur montage pour Frank P. Keller et James Galloway
- Taormina International Film Festival 1975 :
  - Golden Charybdis pour Hall Bartlett